# Собачий бенкет
«Собачий бенкет» (рос. Собачий пир) — радянський художній фільм, поставлений на кіностудії «Ленфільм» у 1990 році режисером Леонідом Менакером. Прем'єра фільму в СРСР відбулася грудні 1990 року.

## Сюжет
Героїнею фільму є жінка на ім'я Жанна, яка спилася та опустилася. Вона мріє знайти принца, почати нове життя. Під новий рік, на вокзалі, де вона працює прибиральницею, знайомиться з Аркадієм, який понуро сидить на вокзалі. Від нудьги приводить його додому, і тут з'ясовується, що Аркадій не п'є. Причина того, чому він не п'є — в його минулому. Далі йдуть звичні для Жанни картини перманентного алкоголізму. Аркадій у всіх цих сценах проявляє риси таємничої людини з нізвідки, тримаючись з небаченою гідністю і відмовляючись від спиртного. Жанна також зберігає в очах щось людське, незважаючи на постійну лайку і пияцтво. Все прояснюється, коли вони разом побували в Ленінграді. Там виявляється, що Аркадій — колишній алкоголік і роботяга, який сидів у в'язниці за бійку, він дізнається, що дружина і діти від нього відмовилися. Він напивається, а Жанна дбайливо везе його назад і починає виходжувати. Кинувши пити, вона повертається на роботу. Аркадія вона навіть одягнула, тому що їй дуже набридла самотність, вона хоче, щоб поруч був чоловік. Той в свою чергу, відчувши себе новою людиною, піддається недвозначним пропозиціям миловидної і спокусливої сусідки-перукарки Саші, яка закрутила з ним роман від нудьги і одноманітності. Він думає, що закохався в Сашу, пропонує виїхати і почати все з чистого аркуша, а та відповідає йому, щоб він «не вів себе, як дитина». Жанна про це дізнається і все прощає. Аркадій б'є її, каже, що любить іншу, що вона йому не пара, що вони зовсім різні, але по-жіночому мудра Жанна наливає йому склянку, потім іншу, і обидва лягають на жалюгідне своє ложе… Зрештою, зневірившись і зрозумівши, що Аркадій так і не відкрив для себе її внутрішній світ, не побачив в ній людину, здатну любити і співчувати, включила газ перед тим, як лягти поруч з ним.

## У ролях
- Наталя Гундарева —  Жанна
- Сергій Шакуров —  Аркадій
- Лариса Удовиченко —  Олександра
- Анна Полікарпова —  Наташа
- Христина Деньга —  Христина
- Олена Анісімова —  провідниця в поїзді
- Віра Титова —  Галина Федорівна, начальник вокзалу
- Микола Гравшин —  Микола Шаригін
- Олександр Лушин — епізод
- Юрій Орлов —  пасажир
- Тетяна Зуєва — епізод
- Марія Капицька —  Маша, дочка Аркадія
- Людмила Александрова —  Катя, мати Наташі
- Віктор Бичков —  Вітьок, сусід Жанни по під'їзду
- Тетяна Захарова — епізод
- Віра Ліпсток — епізод
- Валентина Пугачова —  сусідка
- Галина Сабурова —  Марія Григорівна
- Ірина Сампаєва — епізод
- Світлана Серваль — епізод
- Вікторія Смоленська — епізод
- Віктор Ростовцев — епізод
- Олександр Черкашин — епізод
- Шерхан Абілов — епізод
- Микола Дік —  міліціонер
- Вадим Урюпін —  сусід Жанни
- Володимир Чернишов — епізод

## Знімальна група
- Автор сценарію — Віктор Мережко
- Режисер-постановник — Леонід Менакер
- Оператор-постановник — Володимир Ковзель
- Художник-постановник — Юрій Пугач
- Композитор — Андрій Петров
- Звукооператор — Олександр Сисолятін